# 2channel文字人物
二頻道（2ch）的發帖系統，以文字為主。（相比之下，後來出現的「雙葉頻道」──則以貼圖為主。）很多人在回應，甚至發起罵戰的時候，會用不同的辦法以達至具諷刺的效果，當中有人發明用文字和符號砌成的人物，加上對話框，借口說話。這種做法算是引申自ASCII藝術，而基於Shift JIS藝術（Shift JIS art），故此現有的人物暫被統稱為二頻道AA（ASCII Art）人物。（不過有人認為因為這些二頻道原創的人物不是由ASCII編碼，而是日文Shift JIS編碼以成，故此應該改名，特別因為當中兩種編碼都具有國家名稱，分別為美國（ASCII）和日本（JIS）。）

## 人物
這些人物大多像貓，另外有些則帶有日本的獨特文化。其中最具特色、最出名的人物大致上有以下幾位：

### 核心人物、吉祥物級數

Monā (モナー, Monā)
2ch (２ちゃんねる, Nichanneru) 在二頻道电子布告栏张贴于2000年。

- （Mona（英语：Mona (ASCII art)））： 二頻道原創，曾經過一兩次外型轉變。名字來自頂嘴句（「你也是啊！」之類的意思）。性格：囂張，但總是很隨便和被動。

```

　　 ∧＿∧
　　（　´∀｀）
　　（　　 　 ）
　　│ │ │
　　（＿_）＿）

```

- （Morara）： 二頻道原創，為了「二頻道的正義和良心」而出現、以為藍本的人物。性格：直言不繞圈，但算隨和。

ギコ猫 (ギコネコ, Gikoneko)
拟人化图片与性格的貓人物。
在2000年 奇異世界在二 (あやしいわーるどII, Ayasiiwaarudo aiai)BBS，拟古猫诞生了。
然后， 2ch (２ちゃんねる, Nichanneru) 在联合署名的社会工作，ギコ猫完成了。

```

　 ∧＿∧
　（　・∀・）
　（　　　　）
　｜ ｜　|
　（_＿）＿）

```

- （Gikoneko（英语：2channel_Shift_JIS_art#Giko_Neko））：傳聞來自比二頻道更早出現的（奇異世界）BBS 。名字有說來自怪笑聲。非常惡的一隻「貓」，敢怒敢言，常吼叫著，另外最常說的話是（「（去）死吧！」）或（「走（開）吧！」），通常是前者，但其實兩者的羅馬拼音一樣。

```

　　　＿＿＿_∧∧　　／￣￣￣￣￣￣￣￣
　～'　＿＿__(,,ﾟДﾟ)＜　逝ってよし！
　　 ＵU 　 　Ｕ U　　　＼＿＿＿＿＿＿＿＿

```

- （Shii / C）：與一樣傳聞來自的貓女。名字有說來自中的。住在一個紙皮箱中，有著被遺棄的流浪貓的樣子，常向途人說（「抱抱」），是的女朋友。

```

　　　　∧ ∧＿__
　 　／(*ﾟーﾟ)　／＼
　／|￣∪∪￣|＼／
　 　|　 しぃ 　 |／
　 　 ￣￣￣￣

```

- - 另註，有網友曾經為做過一段 Flash 動畫（╱ Shii's Song），內容講及在紙皮箱中一年的愛情歲月，歌曲來自遊戲露娜 银河之星物语的中歌（風のノクターン）。另外，有一隻網上流傳很長的白貓的 Flash 動畫也是用了這隻歌，但是那隻「長貓」本身來自日本雙葉頻道（╱ Futaba Channel），原名（伸長之意），後被英文四葉頻道（4chan）加名為 "Longcat"（長貓）。關於長貓，可參看（日語）。

### 常見人物
- （1-san）：他的正式名稱應該是 ">>1" ，代表「第一號帖」，在二頻道中是「第一個發帖人」、「起帖人」（也就是中文的論壇網站所暱稱的“樓主”）的意思，通常被描寫為外內、怕事的「新手」（即中文無貶意的菜鳥或英文的 Newbie 之意），經常被八頭身追著求愛，但非常不願意而不斷逃走，與友好。
- （Hatoushinmona）：頭身比例為一比八、以為藍本的（一群）人物，簡稱八頭身，被形容為有同性戀傾向。原本對有殺意，後來變成愛意，會用盡一切方法將「拿到手」的人物。

```

　　　　　　 　　 　　　/ ） ／￣￣￣￣￣￣￣
　　　　　　　 　　　 ./ /　|　全身から湧き上がるこの喜び！
　　　　　　　　　　 / /　　＼　　　　　　　　　 ／￣￣￣
　　　　　　 　　　 / /　　　　￣|／￣￣￣￣|　　１さんにとどけ！
　　　　　　　　　./ /＿Λ　　　　 , -つ　　 　 ＼
　　　　　　　 　/ / ´Д｀）　 .／__ノ　　　　　　　￣∨￣￣￣￣
　　　　　　　　/　　　　＼　／ /　　 ⊂_ヽ､
　　　　　　　 .|　　　　へ／ ／　　　　　　.＼＼　Λ＿Λ
　　　　　　　 |　　　　ﾚ'　 /､二つ　　　　 　 ＼ （　´Д｀）
　　　　　　　 |　　　　　／.　　　　　　　　　　.　>　　⌒ヽ
　　　　　　　/　　　／　　　　　　 　　　　　　/　　　 へ ＼
　　　　　　 /　 ／　　　　　　 　 　　　　　　/　 　 /　　 ＼＼
　　　　　　/　 /　　　　　　　　　 　　　　　ﾚ　　ノ　　　　　ヽ_つ
　　　　 ／　ノ　　　　　　　　　　　　　　　/　 /
　　　_/　／　　　　　　　　　　　 　　　　/　 /|
　 ノ　／　　　　　　　　　　　　　　　　　（　（　､
⊂ -'　　　　　　　　　　　　　　　 　　　　|　 |､　＼
　　　　　　　　　　　　　　 　　　　　　　　.|　/　＼　⌒l
　　　　　　　　　　　　　　　　　　　　　　　|　|　　　）　/
　　　　　　　　　　　　　　　　　　　　　　ノ　 ）　　 し'
　　　　　　　　　　　　　　　　　　　　　(＿／

```

- （Saitama）：名字為日文漢字「埼玉」，可能是代表埼玉縣或者當中的埼玉市，有說來自與日本自由民主黨有關的公開宣傳之類的衍生物，是組「三位一體」的人物，共有「（さいたま）太陽」、「右」（高）和「左」（矮）三者。在出現的地方會不斷地說，「（さいたま）太陽」先說兩次，「右」說三次，「左」說一次拉長版，之後重複，其煩厭度不敢令其他二頻道AA人物接近。

```

　　　　　　　　　　　　　　　　　＼　│　／
　　　　　　　　　　　　　　　　　／￣＼　　 ／￣￣￣￣￣￣￣￣￣
　　　　　　　　　　　　　　　─（ ﾟ ∀ ﾟ ）＜　さいたまさいたま！
　　　　　　　　　　　　　　　　　＼＿／　　 ＼＿＿＿＿＿＿＿＿＿
　　　　　　　　　　　　　　　　／　│　＼
　　　　　　　　　　　　　　　　　　　 ∩ ∧　∧　　／￣￣￣￣￣￣￣￣￣￣
￣￣￣￣￣￣￣￣＼∩ ∧　∧　＼（ ﾟ∀ﾟ）＜　さいたまさいたまさいたま！
さいたま～～～！ 　 ＞（ ﾟ∀ﾟ ）/ ｜　　　　/　＼＿＿＿＿＿＿＿＿＿＿
＿＿＿＿＿＿＿＿／ ｜　　　 〈　｜　　　｜
　　　　　　　　　　　　　 /　／＼_」　/　／＼」
　　　　　　　　　　　　　 ￣　　　　 / ／
　　　　　　　　　　　　　　　　　　　￣

```

- （Onigiri）：名字為日本的飯糰之意，頭上的確是飯糰，通常三個一組在唱歌跳舞，常常嚷著（意味不明，似乎是歡呼）。

```

　　　　　　　　おにぎりワッショイ！！
　　　　　＼＼　 おにぎりワッショイ！！　／／
　+　　　+　＼＼　おにぎりワッショイ！！／+
　　　　　　　　　　　　　　　　　　　　　　　　　　　　+
.　　　+　　 ／■＼　　／■＼　 ／■＼　　+
　　　　　　（　´∀｀∩（´∀｀∩）（　 ´ー｀）
　+　　（(　（つ　　　ノ（つ　　丿 （つ　　つ　)）　　+
　　　　　　 ヽ　 （　ﾉ　（　ヽノ　 　）　）　）
　　　　　　　（＿）し'　し（＿）　 （＿）＿）

```

- （Jisakujien）：名字為日文漢字「自作自演」，即中文「（自編）自導自演」之意，在日本網絡上用來形容一種有人用一個以上的用戶名稱（網名）來達到「不同的人在說話」的目的，也就是中文論壇所說的免洗ID、馬甲或分身。細小而只佔一行的「東西」，簡稱。

```
（・∀・）　　　(･∀･)　　　（*・∀・）　　　(･∀･♯)　　　（・A・）

```

- （Sasuga Brothers）：名字「流石」可解作「果然」或「和預期的一樣」，現在借代為「小聰明」。他們是兩位以另一個經常嘆氣的人物為藍本的兄弟。年長的叫兄者，坐在背面有 "FMV" 字樣（解釋不明，但FMV是富士通的個人電腦系列）的電腦前，通常在瀏覽意識不良的網頁，但又常中「瀏覽器衝擊器」；年幼的叫弟者，站在旁邊，用手撐著桌面，取笑著兄者。有時會被形容為 2ch 人物中對電腦認識很深的兄弟。家中還有妹者、姊者、父者、母者等人。

```

OK、ブラクラゲット。
　　　　　　　　　　∧＿∧
　　　 ∧＿∧ 　（´<_｀ 　）　流石だよな俺ら。
　　　（　´_ゝ`）　/　　 ⌒i
　　 ／　　　＼　 　　　|　|
　　/　　 　/￣￣￣￣/　|
＿_(__ﾆつ/　 FMV　 / .| .|＿＿＿＿
　　　 ＼/＿＿＿＿/　（u　⊃
　　　　　　ｶﾞｶﾞｶﾞｶﾞ・・・・

```

- （Nida）：名字可能出自韓文常用的句尾言詞，是二頻道中的韓國式。曾經有三位韓國政治人物不滿日本在二次大戰的行為，要求道歉，在日本大使館外舉著原意為「要求日本道歉」的字句，但因語尾的動詞部份由祈使式（……）寫錯成名詞「汁」（……），結果被二頻道用戶惡搞為「要求『道歉汁』」的人。此人物有對韓國人揶揄之嫌，引用前請三思。

```

　 ∧＿∧
　<丶｀∀´>
　（　　　　）
　｜ ｜　|
　〈＿フ__フ

```

- （Shina）：（今有中國版的，但同樣是以揶揄方式出現。因暫無名字，故不詳述。）

```

　　∧∧
　／ 中＼
　（　｀ハ´）
　（　~_)_~ ）
　｜  Y  |
　（_＿）＿）

```

- （Asapi）：今有朝日新聞版的，但同樣是以揶揄方式出現。

```

　 ∧＿∧　 
　（-@∀@）　 
　(φ 朝　）
　｜ ｜　| 
　（_＿）＿）

```

- （Shobon）

```
（´･ω･｀）

```

- （Yaruo）

```

　 　 　　　＿＿＿_
　 　　　／　　 　 　＼
　　　／　 _ノ 　ヽ､_　 ＼
　 ／ oﾟ(（●）) (（●）)ﾟo ＼ 　ほんとはVIPでやりたいんだお…
　 |　　　　 （__人__）　　　　|
　 ＼　　 　 ｀ ⌒´ 　 　 ／

　 　 　　　＿＿＿_
　 　　　／　　 　 　＼
　　　／　 _ノ 　ヽ､_　 ＼
　 ／ 　oﾟ⌒　　　⌒ﾟo　 ＼ 　でもVIPPERはｸｵﾘﾃｨ高いｽﾚしか相手してくれないお…
　 |　　　　 （__人__）　　　　|　　
　 ＼　　 　 ｀ ⌒´ 　 　 ／

　
　 　 　　　＿＿＿_
　 　　　／⌒　　⌒＼
　　　／（ ●） 　（●）＼
　 ／::::::⌒（__人__）⌒::::: ＼ 　　だからニュー速でやるお！
　 |　　　　　|r┬-|　　　　　|
　 ＼ 　　 　 `ー'´ 　 　 ／

```

The Yaruo's history ver 0.01

- （Naito Horizon）

```

　　　　　 　　　／⌒ヽ 
　　⊂二二二（　＾ω＾）二⊃ 
　　　　　　　　|　　　 / 　　　　　　ﾌﾞｰﾝ 
　　　　 　　　 （　ヽノ 
　　　　　　　　 ﾉ>ノ　 
　　　　 三　　レﾚ

```

- （Dokuo）

```

　| 
　|　　('A`)
／￣ﾉ( ﾍﾍ￣￣

```

- （Yukkuri）

```

　　 ,---、, --、,---,
　　,'ゝ-´、⌒,'´-´、_ゝ
　/==--　　　　 　　ヽヽ, 　一緒に
,ｲ 人_,＼iﾉ人／|_入ゝ i　　お菓子を
　ヽi i.ｲ[)　　 [~)ｱi ｲ.ヽ |　　食べませんか
　　|人"　∀ 　".人i 　|ﾉ
　　 ﾚ'｀' --　--イ/ﾚ'

```

### 非常見人物
- （Wana）：今有台灣版的

```

　　 ∧∧ 
　／　台＼  
　（　＾∀＾） 
　（ヽ＿_ノ）  
　 |　|Ξ_,|| 
　（_＿）＿）

```

- （Hageshiku Ninja）：名字前半部勉強解作「極端」或「激進」，是位神出鬼沒，不定時用忍術、手裏劍等武器襲擊回帖者的忍者，是最大的對手。所有有關這個忍者的東西皆會在前後加上加號「＋」，例如他的正式名稱是。
- （Kukkuru）：名字取自雞啼的聲音，類似雞的鳥人，有很強的暴力傾向，騎著別人後不停地用拳頭毆打，然後把他們揹到有個牌子寫著51區的地方，下文不明。最大敵人有和。
- （Imanouchi）：在已被遺忘的帖尾中跳舞的人物，因為非常害羞，故些只會在長期被棄置的帖尾中被發現。其實被遺忘就很難被人發現。
- （Tsuu / Two）：名字即是「二」的意思，以為藍本的人物。性別不明，行為難以捉摸，但已知非常愛惡作劇、會飛生果刀或菜刀，特徵是常常奸笑著，不過也會長笑著「……」，總之是個有點瘋狂的人物。
- 醬油戰士龜甲男：惡搞龜甲萬醬油的超級英雄人物。

### 備註
因為人物創作也在進行，每天也可能有新項目，而且還有大量根據前作為藍本的變形，故此以上列出的人物數目，其實連 2ch 全部的百分之一也不到，而另外其他具有特色的人物，也未能在此盡錄。

## 外界關係

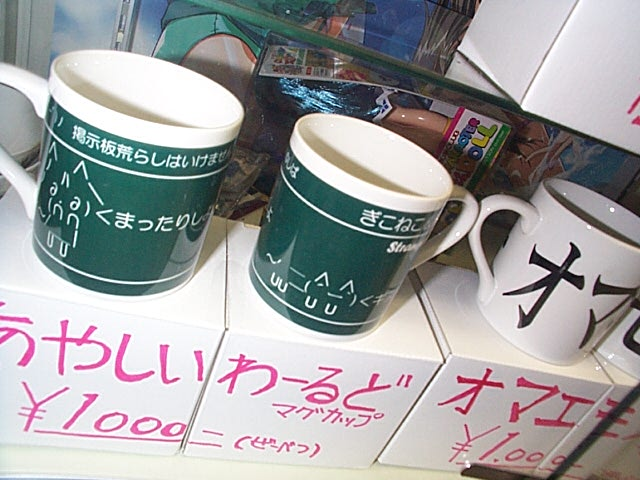
的货物配送的照片小圈子状态。（2001年已在日本秋叶原。）

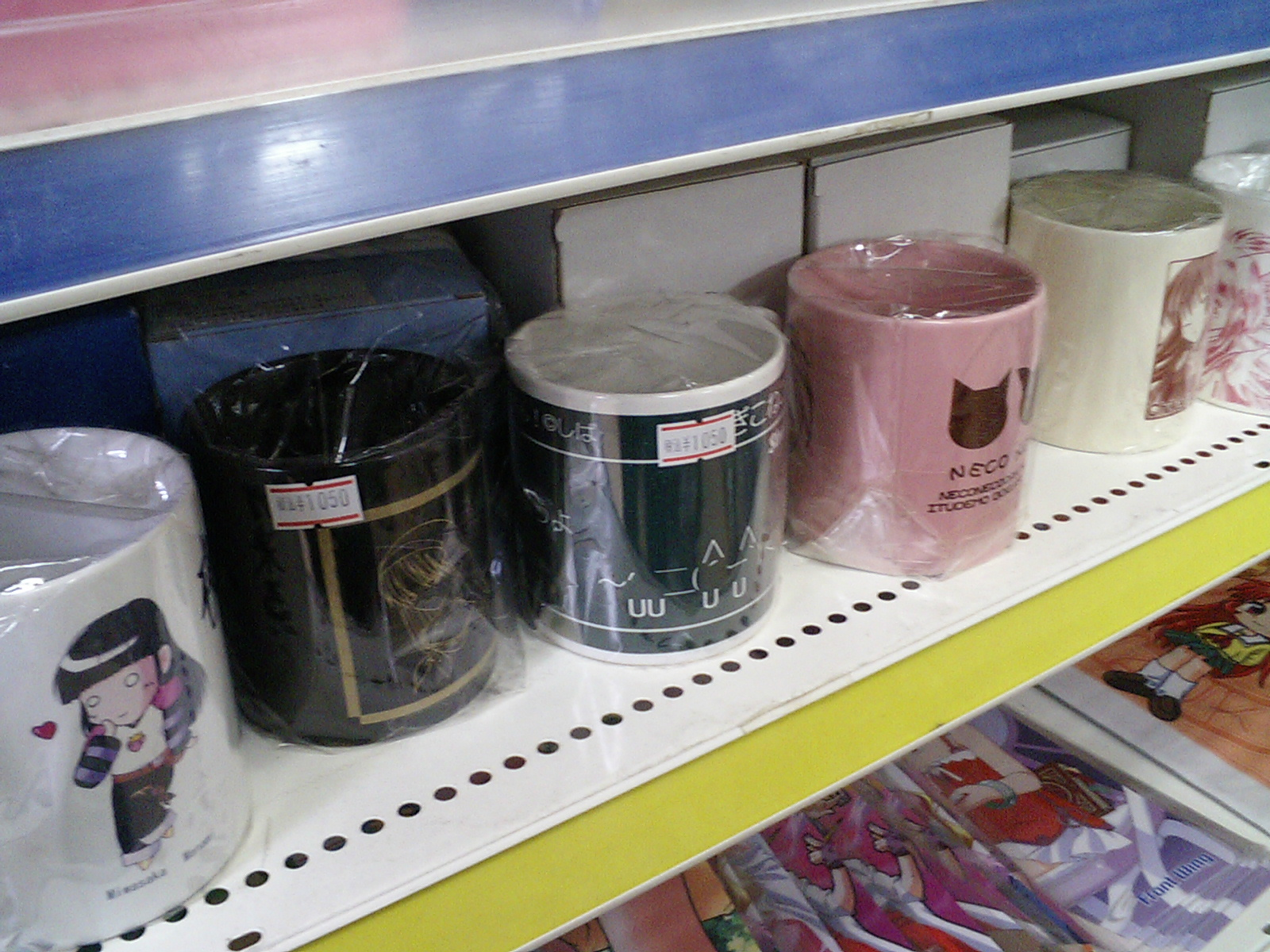
2005年已在日本秋叶原。

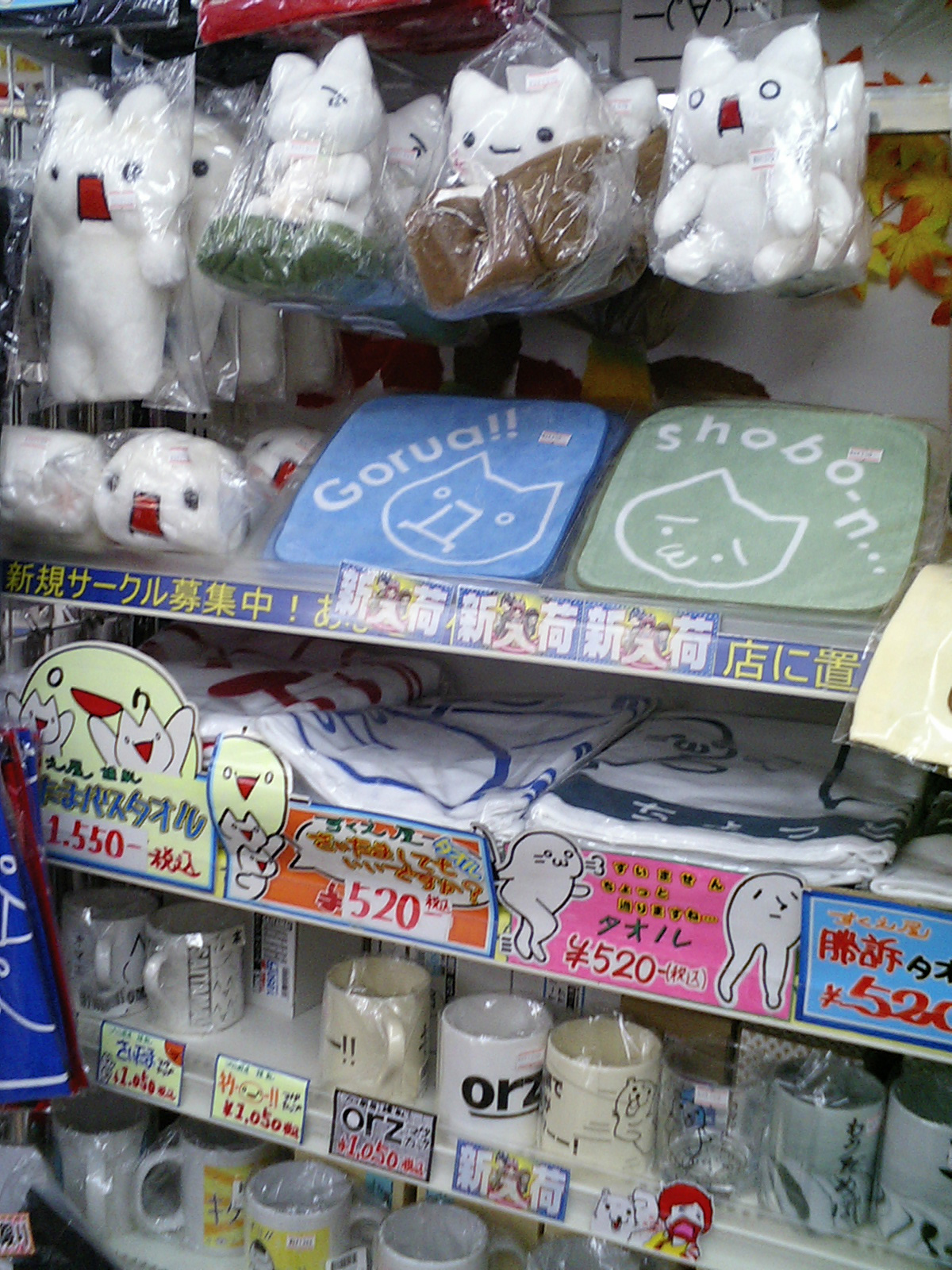
查询商店的商品店。2005年已在日本秋叶原。

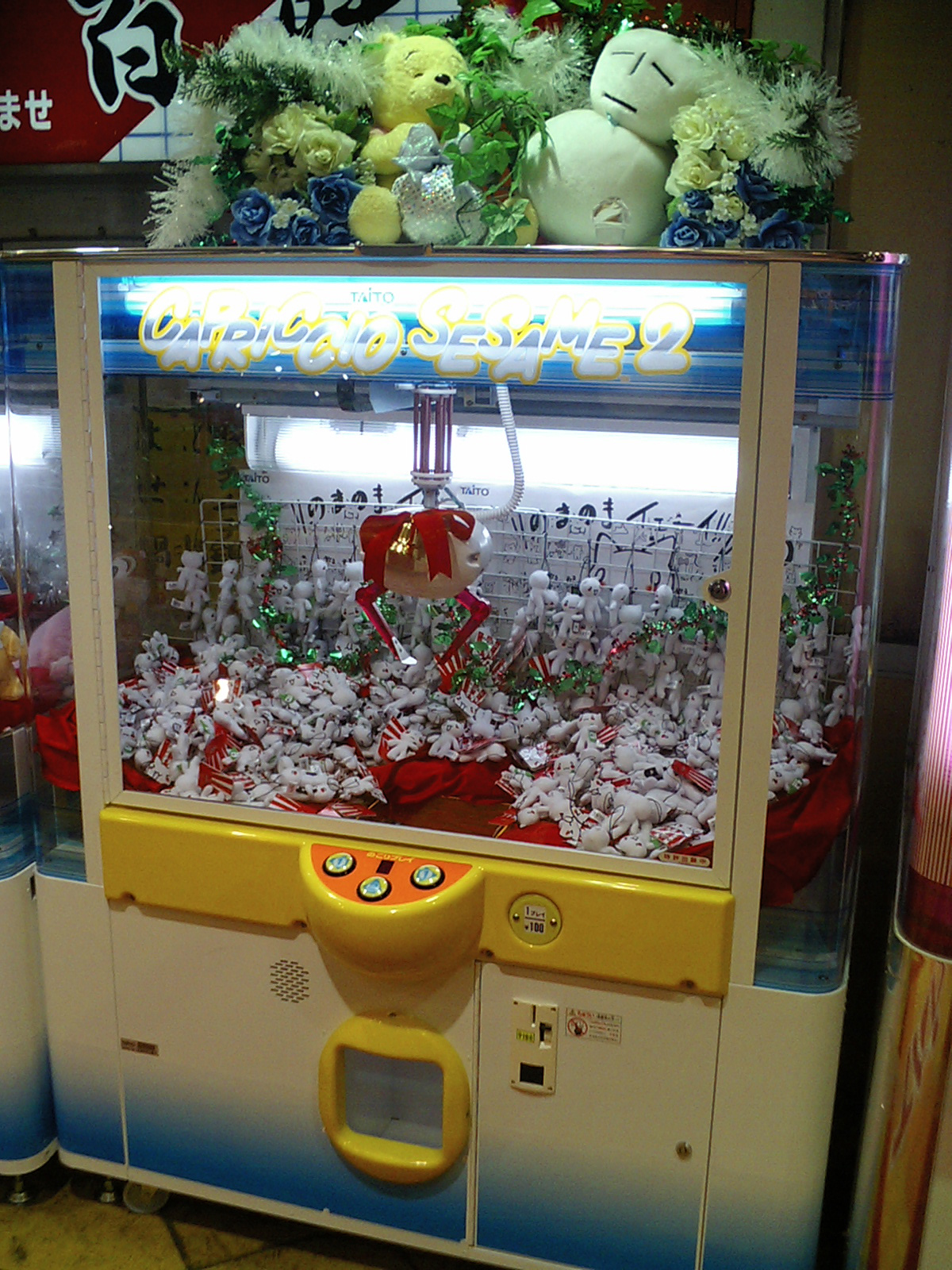
のまネコ（飲酒貓）。起重机游戏奖品。2005年所泽市。

- 有不少日本網絡用戶，以二頻道的AA人物作為Flash動畫的主題，令其他國家的網絡用戶對其存在有更強的認知。
- 香港的同人文化和御宅族，似乎意識到二頻道AA人物的存在，於同人誌即賣會會場偶然可見其蹤跡。
- 曾經有不少日本商業機構嘗試將二頻道AA人物登記成商標，但因他們已經漸漸成為了2ch的「共有資產」，而原創著作者亦無從稽考，加上商標化和版權問題會帶來他日二頻道用戶使用時的不便，故此2ch用戶屢次以巨大的群眾壓力抗爭，皆告成功。當中模較大的事件有：

Avex（艾迴唱片）將網上一套二頻道網友的 Flash 動畫中的直接變成野間貓（日語：のまネコ (アスキーアート)，「飲酒貓」），甚至連同其他人物一起變成商品。由於行動過於突然，甚至二頻道用戶也是在一段時間後才發覺商品的出現，又因為這次行為不是以前其他商業機構經過起步的「嘗試版權化」，而是有竄改之嫌的「盜用」、「不問自取」、「以他人（雖然無從稽考）之產權獲利」，所以引發了二頻道用戶們的極度不滿，反應包括了網上騷動、罷買、公眾認知行動，甚至有激進人士發出恐嚇。（參閱野間貓問題）

## 參看
- 二頻道
- 二頻道用語
- ASCII藝術
- Pedo熊

## 外部連結
- 二頻道AA 大辭典（日文）
- 二頻道AA 小解讀（英文）（页面存档备份，存于）
- 二頻道全AA图形化计划（日文）（页面存档备份，存于）